# Comédie lyrique
La comédie lyrique (commedia lirica), detta anche comédie [mise] en musique, è un genere di opera francese introdotto a cavallo tra il XVII  e il XVIII secolo, a fianco della più elevata tragédie en musique e della tipologia di festa musical-danzante, poi conosciuta come opéra-ballet. Pur mancando di contorni così definiti come le sue consorelle maggiori, essa si contraddistingue per la trasposizione nel teatro musicale dei caratteri, del tono e degli argomenti della contemporanea commedia in prosa.

## Storia e caratteristiche
La denominazione di "première comédie françoise en musique" fu utilizzato già nel 1659 per uno dei primo esempi di messa in musica in Francia di una pièce teatrale, la "Pastorale d'Issy", su testo di Pierre Perrin e musica del fondatore dell'opera francese, Robert Cambert.
A parte tale precoce precedente, nel XVIII secolo la denominazione di comédie lyrique  fu applicata soprattutto ad opere comiche rappresentate dall’Académie Royale de Musique, mentre quella di comédie en musique interessò particolarmente l’opéra-comique, dove venne utilizzata a scopo di distinzione nei confronti delle più corrive comédies mêlées d’ariettes.
Il genere si caratterizzò per la trama unitaria che abbracciava l'intera opera e che la distingueva così dall’opéra-ballet, nella quale si faceva inoltre un maggior sfoggio di pezzi danzati. In quest'ultima infatti ogni atto (entrée) aveva normalmente un proprio particolare intreccio del tutto slegato dagli altri, o comunque soltanto molto blandamente collegato da un tenue filo d'insieme. Gli argomenti delle trame erano in genere contemporanei od esotici, anche se non mancarono quelli di carattere eroicomico. 
Alla denominazione di comedié lyrique ne furono spesso preferite (o affiancate) altre, come “ballet”,  “ballet bouffon”, e soprattutto, con l'inevitabile conseguenza di una notevole confusione terminologica, “comédie-ballet”.
Nel XIX secolo il termine fu quasi sistematicamente sostituito da quello, generico, di "opéra", ma non mancarono esempi di successivo utilizzo dello stesso, come nella Thaïs di Jules Massenet o anche in opere novecentesche.

## Esempi dicomédie lyrique
- Le Carnaval et la Folie, comédie-ballet o comédie en musique, di André Cardinal Destouches, Fontainebleau, 1703
- La vénitienne, definita ballet nell'edizione di Michel de La Barre, Parigi, Opéra, 1705, e comédie-ballet in quella di Antoine Dauvergne Parigi, Palazzo delle Tuileries, 1768
- Les amours de Ragonde,divertissement pastoral (poi ridenominato comédie en musique, nell'edizione del 1743), di Jean-Joseph Mouret, Castello di Sceaux, 1714
- La reine des Péris, comédie persane (commedia persiana), di Jacques Aubert, Parigi, Opéra, 1725
- Don Quichotte chez la duchesse, ballet comique, di Joseph Bodin de Boismortier, Parigi, Opéra, 1743
- Platée ou Junon Jalouse, comédie lyrique (ballet bouffon) di Rameau, Versailles, 1745
- Les paladins, comédie lyrique di Rameau, Parigi, Opéra, 1760
- Aucassin et Nicolette, ou Les moeurs du bon vieux tems, comédie lyrique di André Ernest Modeste Grétry, Versailles, 1779
- Colinette à la cour, ou La double épreuve, comédie lyrique di Grétry, Parigi, Opéra, 1782
- Richard Coeur-de-lion, comédie mise en musique di Grétry, Parigi, Comédie italienne, 1784
- Les deux journées, ou Le porteur d'eau, comédie lyrique di Luigi Cherubini, Parigi, Théâtre Feydeau, 1800